# Michel Suchod
Michel Suchod est un diplomate et homme politique français, né le 10 mai 1946 à Paris.

## Biographie
Michel Suchod est né à Paris le 10 mai 1946. Il entre au Ministère des Affaires étrangères à sa sortie de l'École nationale d'administration (ENA) en juin 1974.
Il a exercé successivement les fonctions de coordinateur Proche-Orient à la Direction générale des Relations culturelles, scientifiques et techniques, conseiller du ministre au Centre d’Analyse et des Prévisions, conseiller spécial du directeur des Affaires juridiques, inspecteur des Postes diplomatiques et consulaires.
Proche de Jean-Pierre Chevènement, il est parallèlement à ses fonctions diplomatiques élu conseiller général de la Dordogne à 29 ans, puis député de Bergerac. Il a exercé quatre mandats de parlementaire, et la fonction de vice-président de l’Assemblée nationale.
En outre, il a été pendant 22 ans conseiller général de la Dordogne, vice-président du Département dans des fonctions diverses (urbanisme et logement, finances etc.).
Il a présidé pendant 28 ans le Bureau d’aide sociale du canton de Lalinde, en Dordogne.
Entre juin 2007 et mars 2008, il est conseiller spécial de Jean-Marie Bockel, secrétaire d'État à la Coopération et à la Francophonie.
En mars 2008, il est nommé directeur de cabinet de Jean-Marie Bockel, secrétaire d'État à la Défense et aux Anciens combattants. En juillet 2009, il le suit comme conseiller spécial au secrétariat d'État à la Justice et aux Libertés. Il perd son poste lorsque Jean-Marie Bockel est évincé du gouvernement.
À la suite de quoi il a été nommé par le Gouvernement conseiller d’État en service extraordinaire.
Ancien membre du Parti socialiste puis du Mouvement des citoyens, dont il fut le secrétaire général, il fut ensuite secrétaire général de La Gauche moderne (LGM). Il est aujourd'hui président de La Gauche moderne et républicaine (GMR), organisation créée début 2012 après le départ de la majorité des adhérents de LGM de cette organisation.
En 2011, il devient membre de la direction nationale de L'Alliance, au titre de représentant de LGM.
En 2012, il crée La Gauche moderne et républicaine avec d'autres anciens du MDC et de LGM comme Gilles Casanova, et des personnalités venues de divers horizons comme Bouchera Azzouz, ancienne secrétaire générale de Ni putes ni soumises et ancienne adhérente de République solidaire ou Dominique Losay, venant du Parti socialiste. Il annonce qu'il créera dans la majorité présidentielle, avec Corinne Lepage et Jean-Jacques Aillagon, un nouveau pôle d'équilibre, le Rassemblement démocrate écologiste et républicain.
Il fait partie, en tant que conseiller spécial, de l'équipe de campagne de Jean-Luc Bennahmias pour la primaire citoyenne de 2017. À l'occasion de l'élection présidentielle, il fait partie des soixante diplomates qui signent un texte appelant à une rénovation de la vie politique et donc un vote de deuxième tour en faveur d’Emmanuel Macron face à Marine Le Pen.
Le 28 février 2021, le Conseil d'administration de la Fondation Le Refuge, venant en aide aux jeunes LGBT exclus de leur famille, désigne Michel Suchod comme Président de transition de la structure, à la suite de la démission du président-fondateur Nicolas Noguier.

### Formation
Michel Suchod est ancien élève de l'ENA (1974, promotion Simone-Weil).

## Anciens mandats

### Ancien mandats nationaux
- novembre 1980 - mai 1981 : député PS de la 2e circonscription de la Dordogne, en remplacement de Michel Manet élu sénateur
- juin 1981 - avril 1986 : député PS de la 2e circonscription de la Dordogne ; vice-président de l'Assemblée nationale
- juin 1988 - avril 1993 : député PS de la 2e circonscription de la Dordogne
- juin 1997 - juin 2002 : député MDC de la 2e circonscription de la Dordogne

### Anciens mandats locaux
- 1976 - 1992 : conseiller général du canton de Lalinde
- 1998 - 2004 : conseiller général du canton de Lalinde
- Ancien vice-président du Conseil général de la Dordogne
- Ancien conseiller municipal de Bergerac
- 1980 - 1986 : conseiller régional d'Aquitaine
- 1986 - 1992 : conseiller régional d'Aquitaine

## Autres fonctions politiques
- Secrétaire général du Mouvement des citoyens (1995-1998)
- Porte-parole de Jean-Pierre Chevènement